# Tyrgatan, Stockholm
För andra gator med samma namn, se även Tyrgatan.
Tyrgatan är en gata i Lärkstaden på Östermalm i Stockholms innerstad, med sträckning från Friggagatan till Valhallavägen. 

## Historik och gatuinformation
I en stadsplan från 1902, upprättad av arkitekt Per Olof Hallman, bildades till en början ett enda stort långsmalt kvarter vilket kallades Lärkan som inte avskildes av några gator. 1907 antogs en ny stadsplan i vilken storkvarteret Lärkan delats upp i fyra mindre kvarter. Först nu delades kvarteret av tre 12 meter breda gator: Tyrgatan, Sköldungagatan och Baldersgatan,  samtidigt behölls den ursprungliga fastighetsstrukturen och -storleken som fortfarande finns  kvar idag. 
Tyrgatan fick sitt namn 1909 och är uppkallad efter guden Tyr, en av asarna i nordisk mytologi. Namnet ingår i kategorin gatunamn: den nordiska gudaläran. Tyr var en gång germanernas förnämsta gud men i nordisk mytologi är han inte längre huvudguden. Den fornisländska formen för t-runans namn i den sextontypiga runraden var Tyr.
Kvarteren Trädlärkan och Tofslärkan ligger vid södra respektive norra sidan om gatan. Kvartersnamnen vid gatan är fågelrelaterade och anknyter till liknande namn som Sånglärkan, Piplärken, Sidensvansen, Skatan och Korsnäbben. Tyrgatan delar sig i ett norra och ett södra avsnitt vid parken Balders hage.

## Byggnader och ambassader

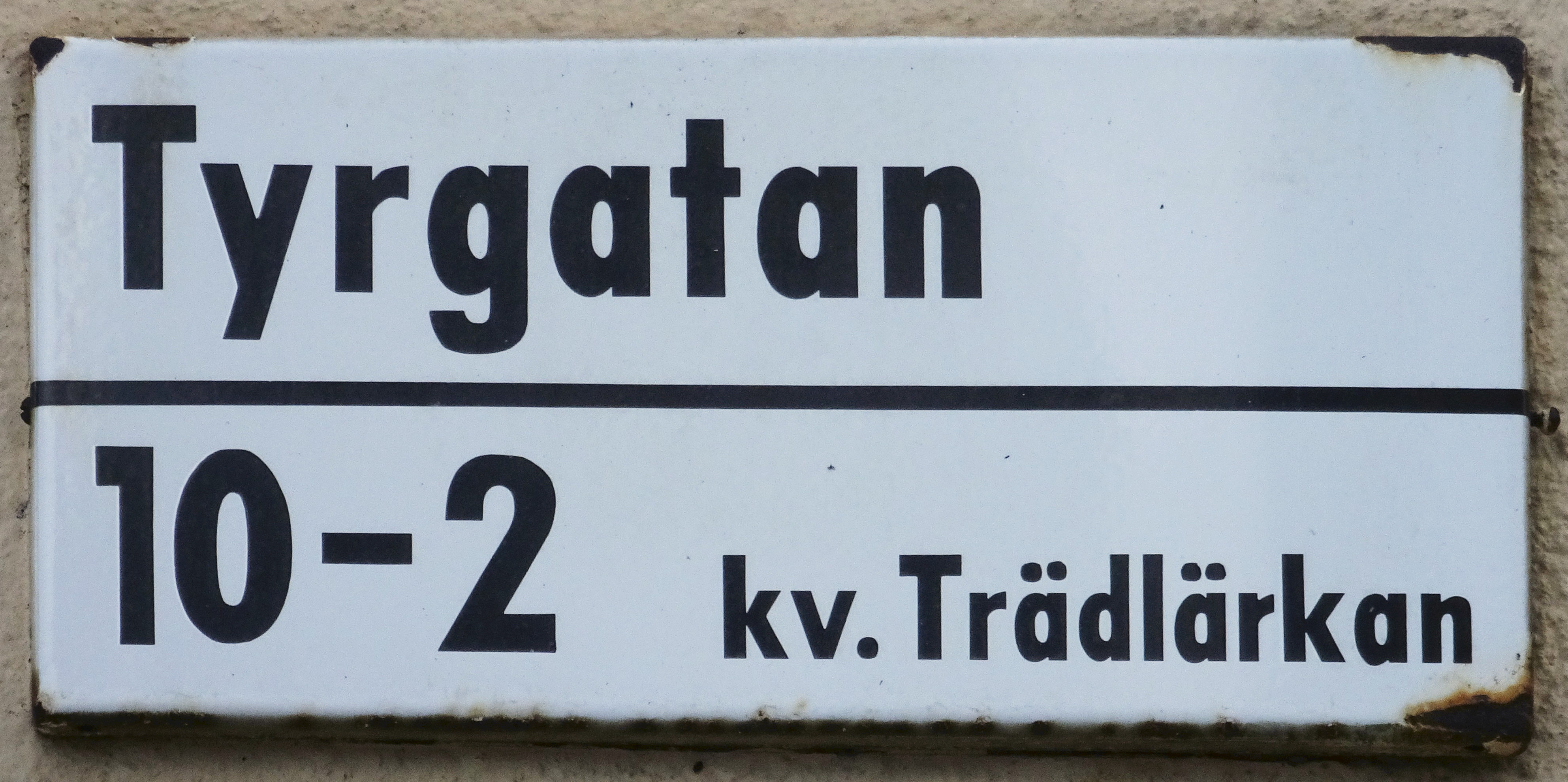
Gatuskylt.

Estlands Stockholmsambassad är belägen på Tyrgatan 3/3A sedan januari 1997 då det estniska utrikesdepartementet förvärvade huset, med den officiella invigningen av den Estniska Ambassaden var den 17 juni 1998 efter en omfattande ombyggnad.
Nigerias ambassad är belägen på Tyrgatan 8 sedan 1973. Botswanas ambassad är belägen på Tyrgatan 11 sedan 1992.
Tidigare låg Albaniens ambassad på Tyrgatan 3/3A mellan åren 1973-1991 och Jugoslaviens ambassad låg tidigare på Tyrgatan 6 mellan åren 1937-1968.
Linderska huset (fastigheten Tofslärkan 11) är ett välbevarat townhouse som ligger på Tyrgatan 9 och är den enda byggnaden på gatan som är blåklassad av Stadsmuseet i Stockholm, vilket innebär att bebyggelsen bedöms ha "synnerligen höga kulturhistoriska värden". Övriga byggnader på gatan är grönklassade, vilket innebär att byggnaderna bedöms vara "särskilt värdefulla från historisk, kulturhistorisk, miljömässig eller konstnärlig synpunkt".

### Samtliga fastigheter längs med Tyrgatan
- Nr. 1: Tofslärkan 1, arkitekt Ivar Engström, byggår 1911-1913
- Nr. 2: Trädlärkan 1, arkitekt David Lundegårdh, byggår 1909
- Nr. 3: Tofslärkan 14, arkitekt Nils Lovén, byggår 1910-1912
- Nr. 4: Trädlärkan 2, arkitekt Thor Thorén, byggår 1909-1910
- Nr. 5: Tofslärkan 13, arkitekt Erik Josephson, byggår 1909
- Nr. 6: Trädlärkan 3, arkitekt Thor Thorén, byggår 1909-1910 (den egna villan)
- Nr. 7: Tofslärkan 12, arkitekt Erik Ulrich, byggår 1909
- Nr. 8: Trädlärkan 4, arkitekt Knut Perno, byggår 1909-1910
- Nr. 9: Tofslärkan 11, arkitekt Erik Hahr, byggår 1910
- Nr. 10: Trädlärkan 5, arkitekt Victor Bodin, byggår 1910-1912
- Nr. 11: Tofslärkan 10, arkitekt Hagström & Ekman, byggår 1909-1912
- Nr. 13: Tofslärkan 9, arkitekt Thor Thorén, byggår 1909-1910

### Nutida bilder

Fastigheter i urval
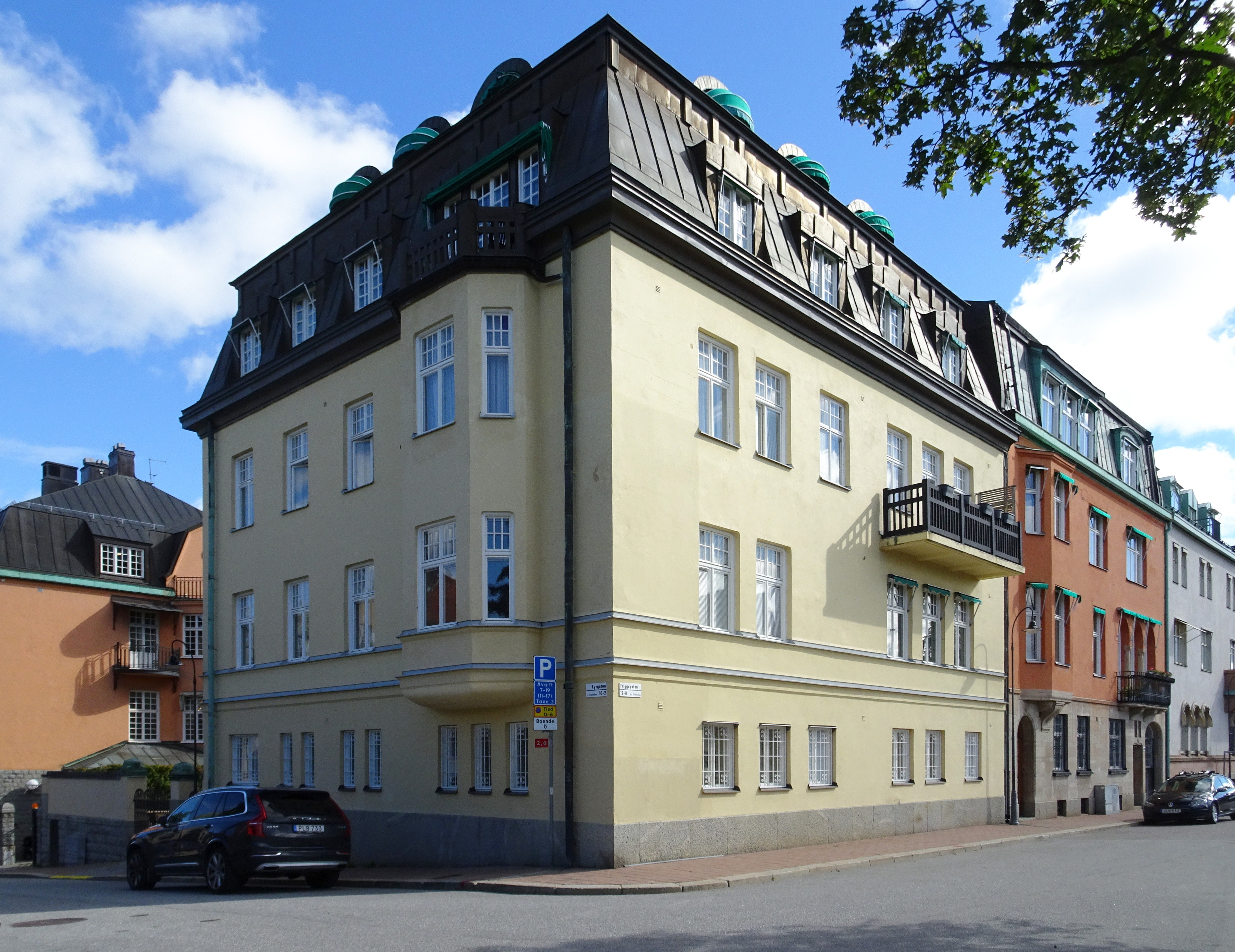
Trädlärkan 1, Tyrgatan 2.
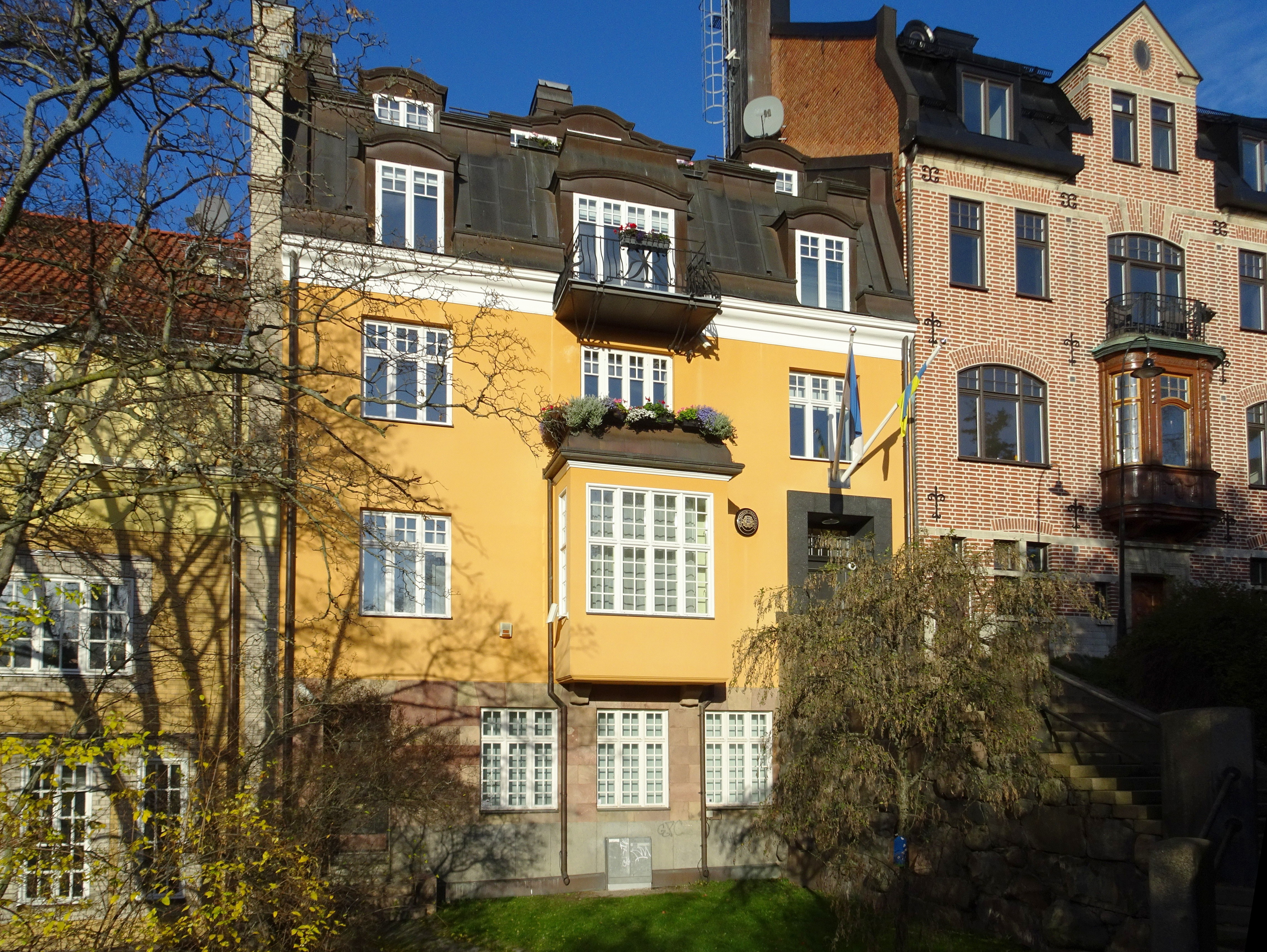
Tofslärkan 14, Tyrgatan 3.
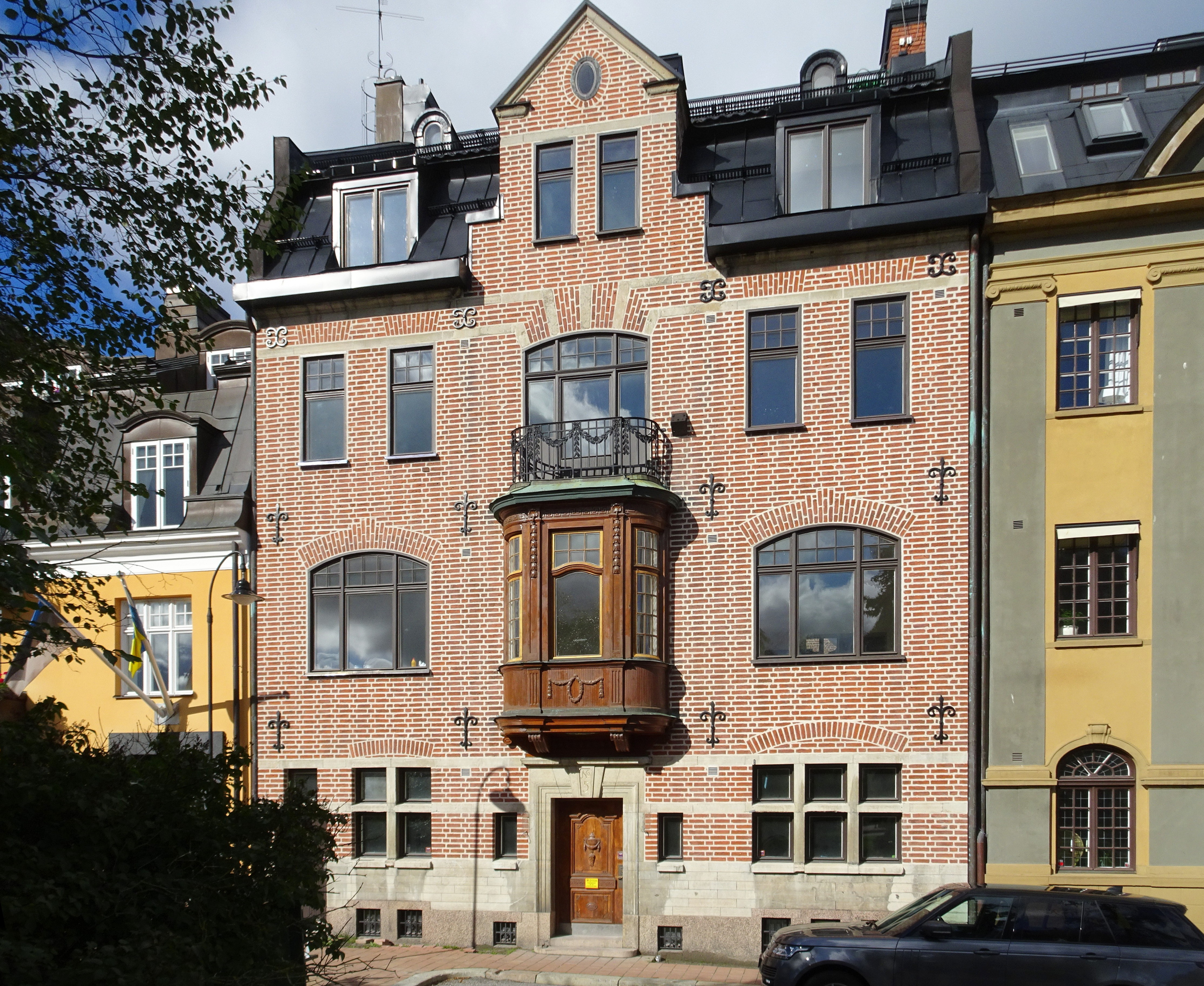
Tofslärkan 13, Tyrgatan 5.
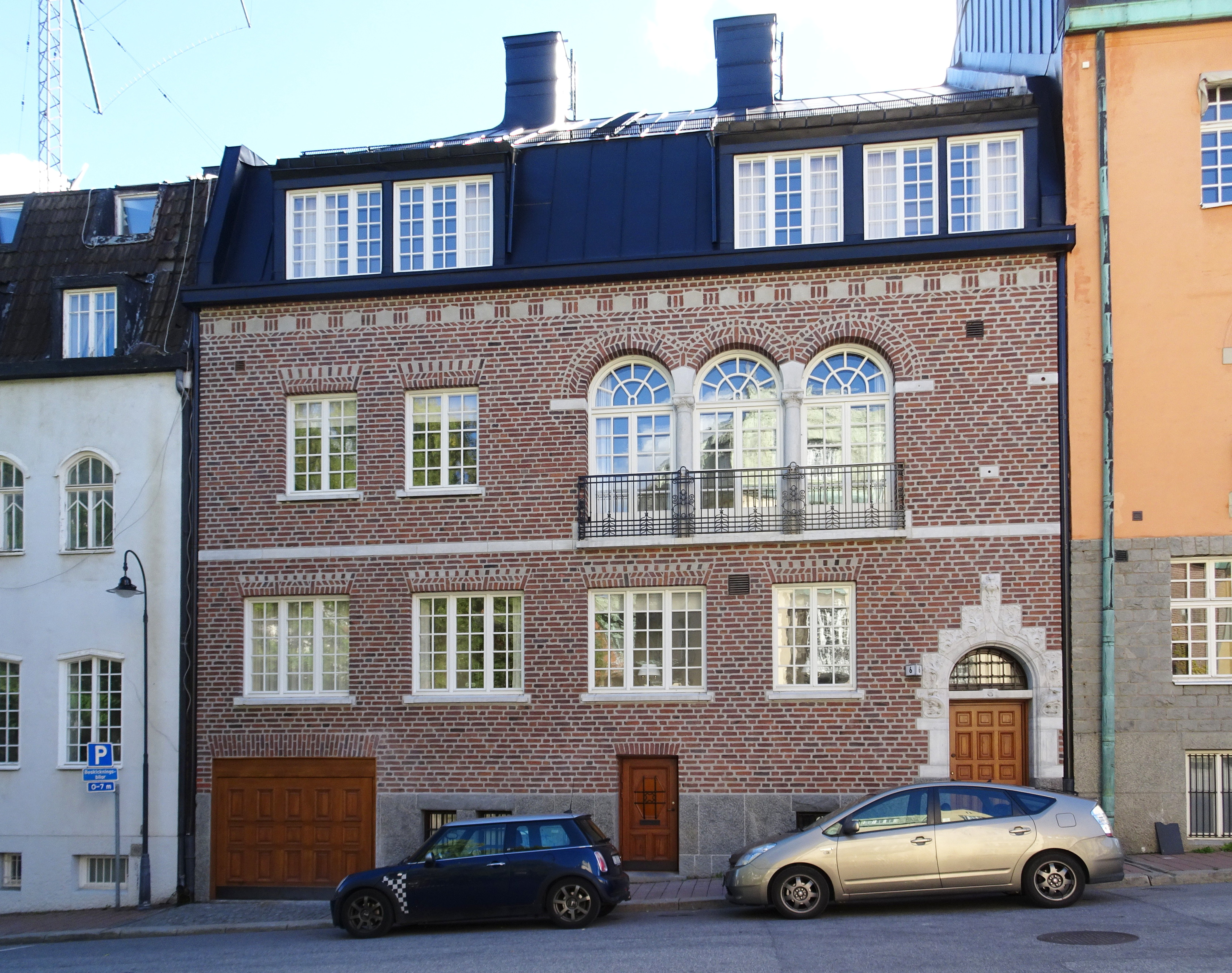
Trädlärkan 3, Tyrgatan 6.

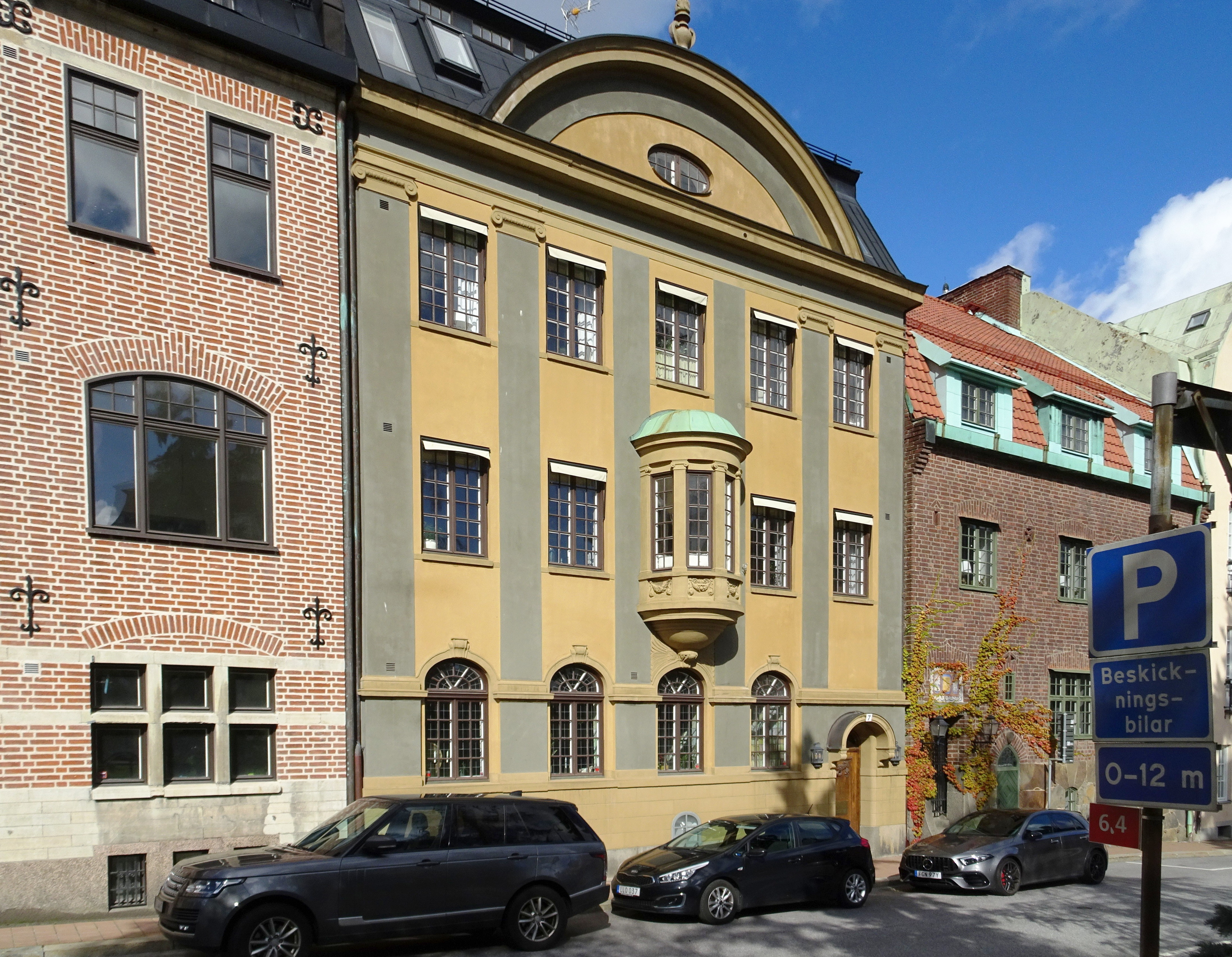
Tofslärkan 12, Tyrgatan 7.
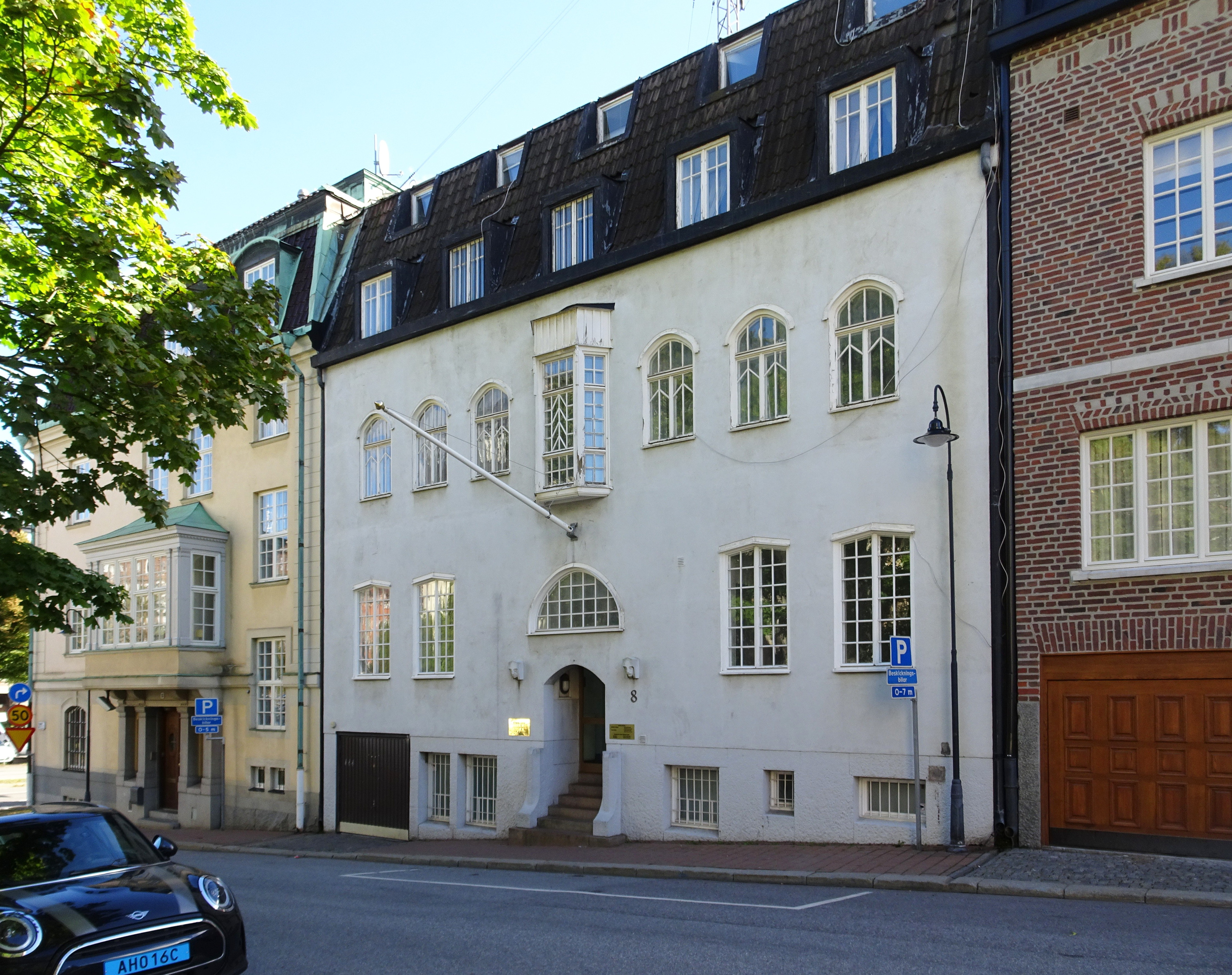
Trädlärkan 4, Tyrgatan 8.
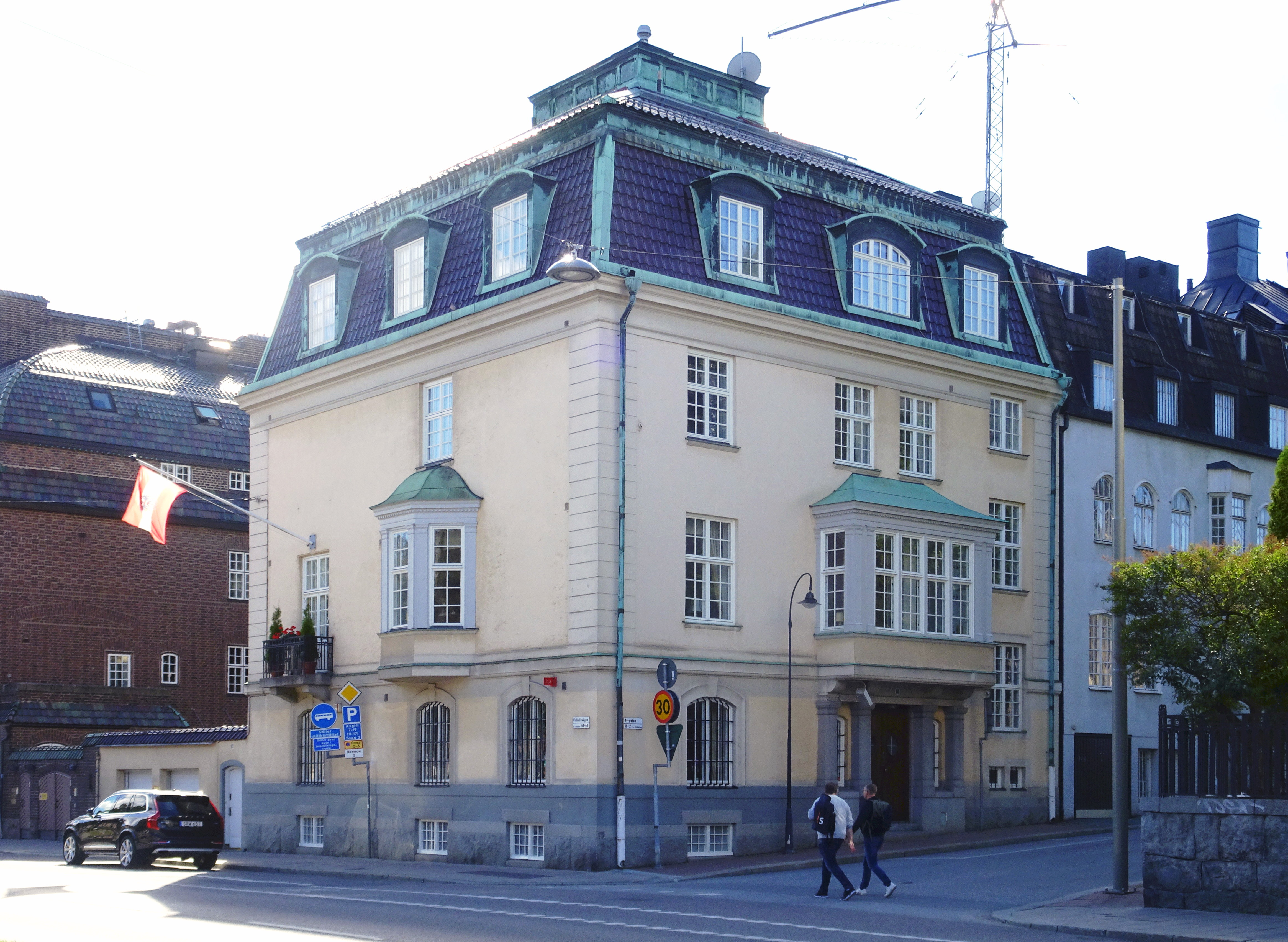
Trädlärkan 5, Tyrgatan 10.
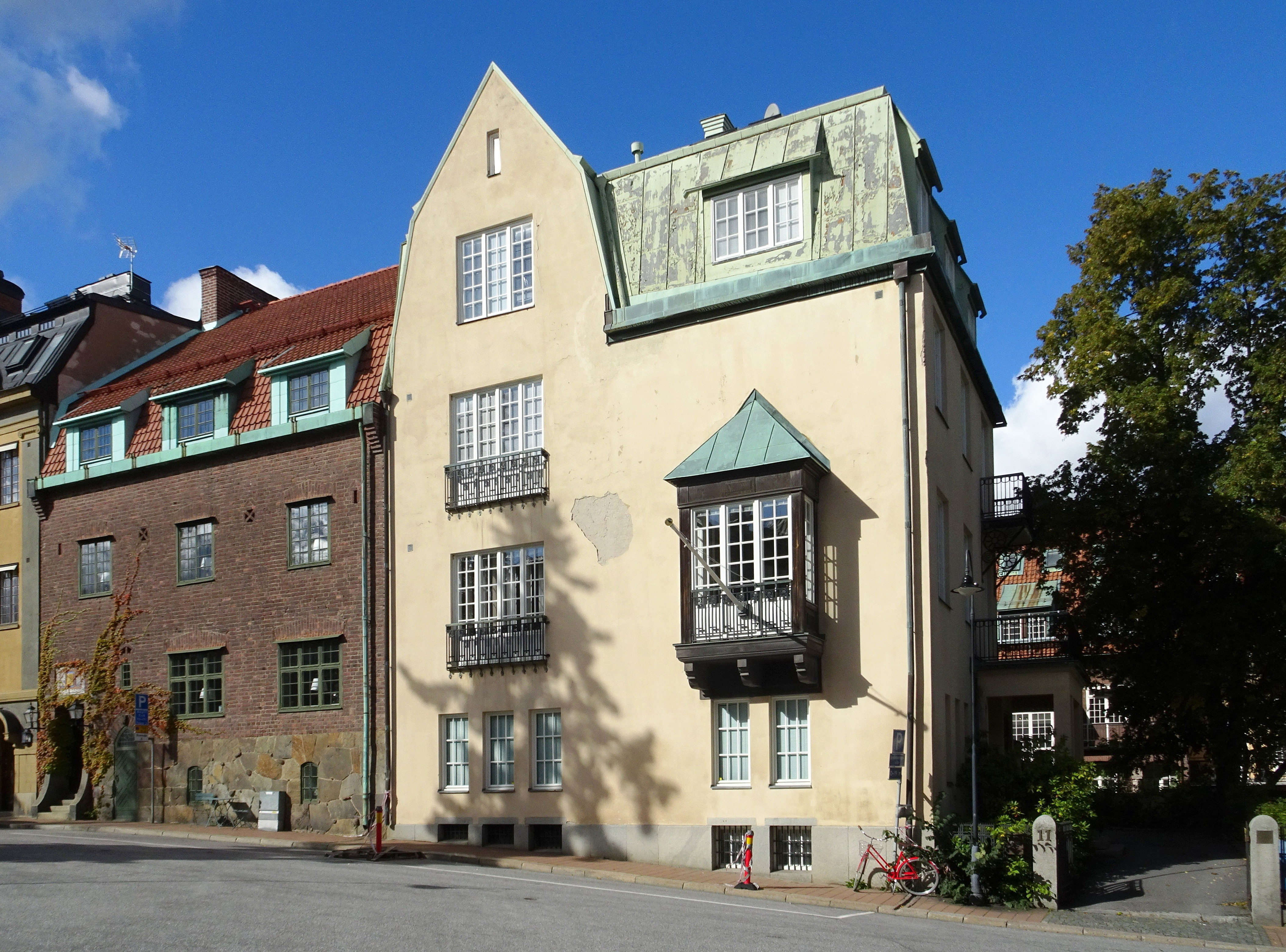
Tofslärkan 10, Tyrgatan 11.